# دغیرمن‌لی (اردهان)
دغیرمن‌لی (به ترکی استانبولی: Değirmenli) یک منطقهٔ مسکونی در ترکیه است که در اردهان واقع شده‌است.